# JanJanサタデー
『JanJanサタデー』（ジャンジャンサタデー）は、1982年（昭和57年）4月3日から1993年（平成5年）3月27日まで静岡第一テレビで放送された若者向けの情報番組である。略称は「Janサタ」（ジャンサタ）。なお、ここでは1981年（昭和56年）4月3日から1982年（昭和57年）3月26日まで同局で放送された前身番組『三上寛のJanJan金曜日』（みかみかんのジャンジャンきんようび）についても記述する。

## 番組立ち上がりの経緯
静岡県内最後発の静岡第一テレビ（以下「SDT」と略す）が視聴者にアピールできる自社制作番組を作りたいということで、それまで放送されていた「主婦向け情報番組」に変わる新番組の検討がなされた。この際に引き続き「主婦向け」で行くか、視点を変えた「若者向け」で行くかが社内で議論され、その結果あえて「若者向けで1時間の生番組」を制作することが決まったという。
新番組は「若者向け番組」と決まったものの、静岡は若者向け番組が定着しにくい土地柄と言われていたため、折角立ち上げる番組をどう定着させ、長続きさせるかが、次の議論の的となった。この過程で番組司会者についても検討がなされ、予算面を考慮しながらも「メッセージ性を持っていること」「制作スタッフと世代が近いこと」などを条件としてフォーク歌手の三上寛に絞り、出演を受諾してもらったという。

## 番組名の由来
番組名の由来は、静岡の方言「きれいじゃん」「やったじゃん」など「〜じゃん（＝だろう）」から来ている説と、「じゃんじゃんやろう！」という“呼びかけ”から来ているという2つの説があるという。これらを踏まえ「（消極的とされる）静岡の人（たち）よ、何でもじゃんじゃんやろうじゃないか」という意味合いを番組タイトルに込めたと言われている。

## 歴史
- 1981年（昭和56年）4月 - 『三上寛のJanJan金曜日』としてスタート。開始当初の放送時間は、毎週金曜日午後5:15 - 6:00の45分間だった。
- 1982年（昭和57年）4月3日 - 放送時間を土曜日夕方に移動し、『JanJanサタデー』にタイトル変更。当初の放送時間は、毎週土曜日午後5:15 - 6:00の45分間だった。この日から、小森まなみが正式に番組レギュラーに加わる。
- 1982年（昭和57年）7月 - 放送時間が5分繰り上がって拡大し、午後5:10 - 6:00の50分番組となる。この改編以降、JR（当時は国鉄）静岡駅ビル「パルシェ」から月1回の公開生放送を開始した。
- 1986年（昭和61年）3月 - 番組スタート時からアシスタントを務めたとよだきしこが番組を降板。
- 1987年（昭和62年）3月 - 番組メイン司会者の三上寛が番組を降板。
- 1987年（昭和62年）4月 - 三上寛降板を受け、新たなメイン司会者としてラサール石井、同時に局アナ（新人の嬉須海加奈子、奥野国英）やタレントなどが加入。
- 1988年（昭和63年）3月 - 番組スタート時からのレギュラーだったミスターKが番組を降板。
- 1989年（昭和64年）1月7日 - 昭和天皇崩御に伴う特別編成により番組休止。
- 1989年（平成元年）9月 - 「JanJanサタデー」スタート時からのレギュラーだった小森まなみが番組を降板。
- 1989年（平成元年）10月 - 小森まなみ降板を受け、新たなレギュラーとして元おニャン子の斉藤満喜子が加入（最終回まで見届ける）。
- 1990年（平成2年）3月31日 - 2代目メイン司会者のラサール石井、アシスタントの嬉須海加奈子（当時局アナ）が番組を降板。この日は旧社屋増築部のお披露目[2]を中心に、いわゆるバックヤード（主調整室やVTR編集室）やこの時期に運用を開始したSNG（衛星中継）システムの紹介を行った。
- 1990年（平成2年）4月 - 『JANJANサタデー』（アルファベット大文字）にタイトル変更。ラサール石井にかわり、3代目メイン司会者として大森うたえもん、アシスタントとして新人局アナの山崎温子が加入。
- 1991年（平成3年）3月 - 3代目メイン司会者の大森うたえもんが番組を降板。
- 1991年（平成3年）4月 - 4代目メイン司会者として、CHA-CHAメンバーであった西尾拓美と松原桃太郎のコンビが加入。同時に番組マスコットガール兼アシスタントとして酒井美紀も番組に加入。
- 1992年（平成4年）9月 - 局アナアシスタントとして出演していた山崎温子が、静岡第一テレビ退職のため番組を降板。これにより、局アナのレギュラー出演がなくなる[3]。
- 1993年（平成5年）3月 - 番組終了。『JANJANシリーズ』は12年の放送に幕を閉じた。

## 司会者・レギュラー出演者
- 三上寛（1981年4月 - 1987年3月）
- とよだきしこ（1981年4月 - 1986年3月）
- ミスターK（1981年4月 - 1988年3月）当時SDTアナ→フリー
- 小森まなみ（1982年4月 - 1989年9月）
- ラサール石井（1987年4月 - 1990年3月）[4]
- 嬉須海加奈子（1987年4月 - 1990年3月）当時SDTアナ、クレジットは「きすみかなこ」と表記[4]
- 石井克明（1987年4月 - 1988年3月）
- 奥野国英（学習院奥野）（1987年4月 - ？）当時SDTアナ
- 大森うたえもん（1990年4月 - 1991年3月）
- 斉藤満喜子（1989年10月 - 1993年3月）[4]
- 山崎温子（1990年4月 - 1992年9月）当時SDTアナ
- 西尾拓美（1991年4月 - 1993年3月）
- 松原桃太郎（のち「松原ひとし」に改名、1991年4月 - 1993年3月）
- マリオ中村（1988年4月 - 1991年3月）
- せのおたくま（1985年頃と思われるが詳細不明）

## アシスタント
- とみたゆうこ（1988年4月 - 1990年3月）※歌手のとみたゆう子とは別人
- 酒井美紀（1991年4月 - 1993年3月）

## ゲスト出演の経験がある有名人（順不同）
【注意】ここに列記されている人名は、生出演だけではなく、VTRでのコーナー出演なども含む。
松本典子、松坂慶子、山田洋次、松山千春、麻見和也、小林千絵、新田純一、河上幸恵、泰葉、西口久美子、ピンボール、ネバーランド、柴田恭兵、仲村トオル、佐野量子（番組最多ゲスト出演）、光GENJI、早見優、中森明菜、チェッカーズ、とんねるず、コロッケ、コント赤信号、竹中直人、アゴ&キンゾー、マギー司郎、森口博子、井森美幸、島田奈美、芳本美代子、中村由真、久保田利伸、森川美穂、山瀬まみ、山岸もえ、仁藤優子、伊藤智恵理、キャディラック、ザ・シャムロック、C-C-B、増田恵子、セブンティーンクラブ、大島渚、武田鉄矢、HOUND DOG、CHA-CHA、秋本理央、仲村知夏、吉沢京子、勇直子、増田未亜、結城めぐみ、細川直美、藤谷美紀、本田恭章、ラフィンノーズ、シティボーイズ、ケッタウェイズ、松尾伴内、ガダルカナル・タカ、織田裕二、松原みき、伊藤美紀、本田理沙、相川恵里、新島弥生、B21スペシャル、田中律子、菊池桃子、矢野有実、森高千里、TM NETWORK、電気グルーヴ、Ｘ(X JAPAN)、笠原弘子、深津絵里、中山忍、すかんち、嘉門達夫　、タモリ、TUBE、五木寛之、渡瀬マキ、今井美樹、川島なお美、所ジョージ、明石家さんま（電話での出演）、陣内孝則、児島未散、レベッカ、BAKUFU-SLUMP、JITTERIN'JINN、吉幾三、永六輔、時任三郎、丹波哲郎、コント・レオナルド、里中茶美、早坂好恵、川越美和、かとうれいこ、KATZE、Winkほか多数

## コーナー（順不同）

### JanJan金曜日時代
- 「若きリーダー」
- 「若者はいま」
- 「今週のミスJanJan」
- 「今週の新人歌手」
- 「JanJan伝言板」
- 「三上寛のハッピーデート」
- 「ミスターKのコーナー」

### JanJanサタデー時代
- 「Janサタトップ10」
- 「Janサタビデオトップ10」
- 「Janサタスクリーンガイド」
- 「ゆめの変身トップギャル」（このコーナーに応募した山岸もえがその後歌手デビューする）
- 「せのおたくまのCITYBOX SHOW」
- 「ミスターKのプラモアミーゴ」
- 「CANCANリポート」
- 「小森まなみのまみのメモ」
- 「マミの各駅停車」
- 「マリオ中村のスーパー裏ワザ英会話」
- 「井森美幸のイモのメモ」（小森まなみの代打出演時に1回のみ放送）
- 「大森うたえもんのギャグもまた真なり」
- 「お笑い学院」
- 「パーソンズグッズプレゼント」
- 「テレホンプレゼント」
- 「今週のBEST5」
- 「クイズ 当たってピンポン」

## 番組関連雑記
- 開始当初、若年層（高校生〜大学生）および20代の若者を主なターゲットとしてスタートし、硬派な部分もウリのひとつだったこの番組はその後、司会者陣が変わるたびにターゲットとなる視聴者層が低年齢化していき、「おとな」の世代からは徐々に距離を置かれていく番組になっていった。番組末期の西尾拓美・松原桃太郎コンビの時には既に番組スタート当初の硬派な雰囲気はなく、中高生に目線を合わせた番組内容となっていた。司会を務めていた三上寛が降板した理由も、番組自体の視聴者層が低年齢化して行くにつれ、自分の考える番組の方向性と徐々に乖離して行ってしまったことを理由として述べていた。
- 番組初期の出演者であったミスターKは、当時静岡第一テレビアナウンサーの北嶋興であった。ミスターKとして出演する際はサングラスとベースボールキャップを着用した出で立ちで出演していた。また『JanJan金曜日』の頃、静岡伊勢丹前から毎週月光仮面の扮装で出演していたが、この月光仮面の衣装は毎週その都度、日本テレビから借りていたそうである。
- 静岡放送（SBS）の國本良博アナウンサー（当時）とミスターK（北嶋興）は他局ながらも知り合いで仲が良かったことから、北嶋がSBSラジオで当時放送されていた『フリーステーション1.2.0』（國本担当の金曜）にゲスト出演したことがある。そのお返しということではないかもしれないが、SBS社員有志で結成されたバンド「ケッタウェイズ」がゲストとして出演し、バンドの紹介とコンサート告知を行った事がある。当時の情勢を考えると、他社社員のバンドを紹介したり、コンサートの告知までやることは非常に画期的であったと言える。
- JR静岡駅北口の駅ビル「パルシェ」が開業したのが1981年10月。番組開始当初はまだ駅ビルの建物自体が建設工事の最中であったが、建物が完成し、パルシェ開業が近づくと、運営会社である「静岡ターミナル開発」は、パルシェ開業を告知するテレビCM（イメージキャラクターに起用した手塚理美が出演）を集中的に流し始めた。特にSDTで多く流され、開業後もミニ番組（金曜22:54）の提供になるなどSDTとの関係は深かった。Janサタがパルシェ5階に当時あった「コミュニティホール」から月1回の公開生放送を開始するにあたっては、このあたりの「付き合い」も影響していたと考えられる。
- 番組が毎月1回、静岡駅ビルから生中継する以外にも、県内各地から生中継をすることも多かった。その中継のやり方には、全編中継というケースもあれば、本社Aスタジオ（当時SDTにはスタジオが1つしかなかった）と現場との2元中継というケースもあった。しかしながら当時SDTは大型中継車の機材をAスタジオの機材と共用しており、中継する際はAスタジオの機材を中継車に載せ替えて使用するスタイル（俗に「中継車ドライブ」と呼ぶ）を取っていたため、全中継ならともかく、2元中継の際はスタジオ・現場ともにカメラやマイクなど放送の根幹に関わる機材の融通に苦労したという（ただ報道用中継車に限っては一通りの機材が揃っていたため、小規模中継では報道用中継車を使用したそうである）。しかし1987年頃、大型中継車が更新され、中継車内に専用機材が常備（常設）されたため、スタジオと現場で機材の使い分けができるようになり、中継での制約がなくなったとされる。
- 番組を放送していたのは「Aスタジオ」であったが、番組内においては「J（Janサタの番組名にかけて）スタジオ」と呼ばれていた。
- 2009年に放映された静岡第一テレビ開局30周年記念特別番組内でJanJanサタデーが取り上げられた際、司会者だった三上寛がVTR出演、番組当時の思い出などを語っている。自身が語ったコメントによると、司会者起用のオファーが来た際は「アングラなフォークシンガーである自分に若者向けの番組の司会者が果たして務まるのだろうか」と大きな不安を抱えていたという。しかし思い切って番組司会者としてのオファーを受諾した所、三上の豪放磊落でユーモアとウィットに富んだトークが視聴者を掴み、「三上寛のJanJan金曜日」から番組降板に至るまでの約6年間に亘り、同番組の司会者を務めて行くこととなる。番組降板時には視聴者から降板を惜しむ声が多数寄せられていた。三上は「今でもJanサタを見ていたという方から声を掛けられるのが凄く嬉しい」「司会者として参加できて本当に良かった」と述懐している。